# Sant Andreu (stacja metra)
Sant Andreu – stacja metra w Barcelonie, na linii 1. Stacja została otwarta w 1968.